# Hogna canariana
Hogna canariana är en spindelart som först beskrevs av Roewer 1960.  Hogna canariana ingår i släktet Hogna och familjen vargspindlar.
Artens utbredningsområde är Kanarieöarna. Inga underarter finns listade i Catalogue of Life.